# Синдром на фалшивата памет (фондация)
Фондация „Синдром на фалшивата памет“ (на английски: False Memory Syndrome Foundation, FMSF) е неправителствена организация в САЩ.
Основана е през 1992 г. от Памела и Питър Фрейд (Pamela and Peter Freyd), след като пълнолетната им дъщеря Дженифър Фрейд (Jennifer Freyd) обвинява баща си (професор по математика в Пенсилванския университет) в сексуално насилие над нея, когато е била дете.
Фондацията описва целта си като изследване на концепцията за Синдром на фалшивата памет, терапия за възстановяване на паметта и посредническа защита на лица, за които се смята, че са несправедливо обвинени в сексуална злоупотреба с деца, с фокус предотвратяване на бъдещи инциденти, помощ на хора и възстановяване на отношенията в семейства засегнати от този синдром, публикувайки информация относно него, спонсорство на проучвания по темата с намерение да се открият методи за разграничение между истинни и неверни твърдения за насилие. Първоначалната група е съставена от учени и специалисти, и организацията търси изследователи в областта на паметта и клинична практика, за да сформира консултативен съвет. Целта на фондацията се разраства от това да бъде повече от организация за публична подкрепа, като се опитва да адресира проблемите на паметта, които причиняват поведенческите промени във вече пълнолетните деца.
Майк Стантън (Mike Stanton), разследващ журналист и носител на награда Пулицър, в списание за журналистика към Колумбийския университет заявява, че Фондация Синдром на фалшивата памет:
| „ | помага за революцията на начина, по който пресата и обществеността гледат на един от най-ожесточените дебати в Америка – дали възрастен може изведнъж да си припомни отдавна забравено насилие над себе си от детството.“ | “ |

Тя дава началото на термините „Синдром на фалшивата памет“ и „терапия за възстановяване на паметта“, които да опишат състоянието на пациенти, които посредством неподходящо психолечение са с причинени (провокирани или спонтанни) разстройства в паметта и съответно методите, чрез които са възникнали. Тези термини не са признати от Диагностичния и статистически наръчник на психичните разстройства (Diagnostic and Statistical Manual of Mental Disorders), но са включени в упътвания, свързани с психичното здраве. Фондацията е обвинявана в неточно представяне на научните изследвания върху паметта, защита на детски насилници и насърчаване на общественото отричане за съществуването на сексуалната злоупотреба с деца.

## История
През 1990 г. Дженифър Фрейд, с подкрепата на своите баба и чичо, обвинява баща си, че я е насилвал сексуално в юношеските ѝ години след възстановяване на спомени, които изплуват по време на терапия, несвързана с въпроси за сексуална злоупотреба. Нейният баща – Питър Фрейд отрича твърденията за блудство.
През 1991 г. Памела Фрейд създава анонимна публикация относно обвинението в журнал, ориентиран към неверни обвинения в сексуално насилие върху деца. Статията се възпроизвежда и разпространява широко, включително до отделът на Дженифър Фрейд в Орегонския университет, която по-късно заявява, че в нея са допуснати множество неточности, включително обстоятелствата около оригиналните спомени за насилието и изобразяването на личния ѝ живот. Фондация Синдром на фалшивата памет се сформира година по-късно от Памела и Питър Фрейд с подкрепата и насърчението на съпрузите терапевти Ралф Ъндъруейджър (Ralph Underwager) и Холида Уейкфийлд (Hollida Wakefield). Първоначално членовете в Консултативния съвет към организацията са представени от родители, обвинени е сексуална злоупотреба над децата си, но бързо се разширява, като включва експерти в областта на паметта.
През 1993 г. фондацията наброява 2000 души.
Същата година публична известност получава статията в "Пайдика: Списание за педофилия", в която един от членовете на Научния консултативен съвет към фондацията Ралф Ъндъруейджър, прави изявления подкрепящи педофилията. Поради последвалата полемика и обществен скандал той подава оставка. По-късно настоява, че цитатите в статията са извадени от контекст и използвани, за да дискредитират способността му да свидетелства в съда, както и асоциативно да увредят репутацията на фондацията.
Учредителите ѝ са обезпокоени, че предполагаемите възстановени спомени са съобщени след противоречива терапия с техники, сред които: хипноза, упражнения за релаксация, направлявана визуализация, сеанси посредством медикаменти, телесни спомени и буквална интерпретация на сънища. Позицията на фондацията е, че липсват научни доказателства как употребата на техники за промяна на съзнанието като тези могат да разкрият или коректно пресъздадат фактическа информация относно забравени минали преживявания, в това число и такива за сексуално насилие.
Според нея:
| „ | спорът не е дали с децата е злоупотребено. Насилието над деца е социален проблем, изискващ нашето внимание. Не е и спор дали хората могат да не помнят минало насилие или травма. Има много причини, за да се забрави нещо: детска амнезия, психическа травма, наркотици или естествено разпадане на съхранена информация. Полемиката е върху достоверността на твърденията за възстановени „потиснати“ спомени за насилие. Последиците в значителна степен засягат законът, начинът, по който терапията се практикува, семействата и живота на хората.“ | “ |

Членство в организацията имат редица участващи също и в американската Национална академия на науките (National Academy of Sciences) и Института по медицина (Institute of Medicine). Сред тях са психолози и психиатри като: Арън Т. Бек, Ернст Хилгард (починал), Улрих Нейсър (починал), Пол Макхю, Елизабет Лофтъс и др. Фондацията се финансира с дарения и вноски, и няма връзка с каквито и да било търговски дружества.

## Въздействие
Майк Стантън посочва:
| „ | рядко толкова странна и малко разбирана организация има подобен ефект върху медийното отразяване по такъв въпрос. Проучване показва, че преди нейното основаване, през 1991 г. историите в няколко популярни медийни източника „са повече от 80 % съдържание на истории на оцелели, чиято възстановена памет е взета за даденост и са игнорирани въпросителните относно проведената терапия“, но три години по-късно „повече от 80 % от съдържанието е насочено към фалшиви обвинения, често съдържащи по обща презумпция неверни спомени, което автора на изследването Катрин Бекет приписва като заслуга на фондацията." | “ |

Фондация Синдром на фалшивата памет е описвана като обръщаща дивидентите, които феминистки и жертви ползват, получавайки признание за кръвосмесително сексуално насилие върху деца. Често е атакувана, че нарича себе си научна организация, докато извършва политическа и социална дейност.
Твърденията, направени от нея за обсега и преобладаването на фалшива памет са критикувани поради липса на всякакви доказателства и разпространение на неверни статистически данни за предполагаемата степен на проблема.  Въпреки че претендира да предоставя научни доказателства за съществуването на Синдрома на фалшива памет, фондацията няма критерий за една от основните характеристики на този синдром – по какъв начин да се определи дали едно обвинение е вярно или не. Повечето от докладите ѝ са хумористични, тъй като не са съставени въз основа на факти и изследвания, а проучванията, цитирани в подкрепа на твърдението, че фалшивите спомени могат лесно да бъдат създадени, често се базират на експерименти, които имат малко сходство със спомени от действително сексуално насилие. В допълнение, въпреки заявленията, че синдрома се дължи на съмнителни терапевтични практики, организацията не представя данни, за да демонстрира, че те имат широко разпространение.  В „анекдотите“, използвани от фондацията за подкрепа на твърдението, че погрешна терапия причинява фалшиви спомени са включени и хора, които са възстановили паметта си без терапия.
Астрофизикът и астробиолог Карл Сейгън цитира бюлетин на фондацията от 1995 г. в критиката си за възстановените спомени на отвличани от НЛО и онези, предполагащи се да са жертва на Сатанинско ритуално насилие (SRA – Satanic Ritual Abuse) в последната си книга: „Свят, населен с демони: Науката като свещ в мрака“.